# Mactromeris catilliformis
Mactromeris catilliformis är en musselart som först beskrevs av Conrad 1867.  Mactromeris catilliformis ingår i släktet Mactromeris och familjen Mactridae. Inga underarter finns listade i Catalogue of Life.